# 2024년 태풍
이 문서에서는 2024년에 발생한 태풍들의 활동에 대해 기록하였다. 2024년 5월 25일에 제1호 태풍 에위니아가 발생한 것을 시작으로 2024년에 발생한 태풍은 총 26개인데, 이는 1991년 ~ 2020년 평균 발생 개수인 25.1개보다 약간 높은 수치이다. 그리고 1971년 ~ 2000년 평균 발생 개수인 26.7개와 비슷한 수치이다.

## 통계

### 월별 태풍 발생 개수
| -                                 | 1월       | 2월       | 3월       | 4월       | 5월       | 6월       | 7월       | 8월        | 9월        | 10월       | 11월       | 12월       | 합계 |
| --------------------------------- | --------- | --------- | --------- | --------- | --------- | --------- | --------- | ---------- | ---------- | ---------- | ---------- | ---------- | ---- |
| 2024년                            | 0 (0)     | 0 (0)     | 0 (0)     | 0 (0)     | 2 (2)     | 0 (2)     | 2 (4)     | 6 (10)     | 8 (18)     | 3 (21)     | 3 (24)     | 2 (26)     | 26   |
| 30년 평균 (1971~2000년)           | 0.5 (0.5) | 0.1 (0.6) | 0.4 (1.0) | 0.8 (1.8) | 1.0 (2.8) | 1.7 (4.5) | 4.0 (8.5) | 5.5 (14.0) | 5.0 (19.0) | 3.9 (22.9) | 2.5 (25.4) | 1.3 (26.7) | 26.7 |
| *괄호 안의 숫자는 누적 태풍 수임. |           |           |           |           |           |           |           |            |            |            |            |            |      |

### 태풍 이름
| - 제1호 태풍 에위니아 (2401) - 제2호 태풍 말릭시 (2402) - 제3호 태풍 개미 (2403) - 제4호 태풍 프라피룬 (2404) - 제5호 태풍 마리아 (2405) | - 제6호 태풍 손띤 (2406) - 제7호 태풍 암필 (2407) - 제8호 태풍 우쿵 (2408) - 제9호 태풍 종다리 (2409) - 제10호 태풍 산산 (2410) | - 제11호 태풍 야기 (2411) - 제12호 태풍 리피 (2412) - 제13호 태풍 버빙카 (2413) - 제14호 태풍 풀라산 (2414) - 제15호 태풍 솔릭 (2415) | - 제16호 태풍 시마론 (2416) - 제17호 태풍 제비 (2417) - 제18호 태풍 끄라톤 (2418) - 제19호 태풍 바리자트 (2419) - 제20호 태풍 짜미 (2420) | - 제21호 태풍 콩레이 (2421) - 제22호 태풍 인싱 (2422) - 제23호 태풍 도라지 (2423) - 제24호 태풍 마니 (2424) - 제25호 태풍 우사기 (2425) | - 제26호 태풍 파북 (2426) |

## 특징
- 2024년 8월에는 몬순골에서 발생한 태풍이 5개였다.
- 2024년 9월의 태풍 발생 개수는 8개를 기록했다.
- 2021년 제22호 태풍 라이(RAI)와 2023년 제9호 태풍 사올라(SAOLA), 2024년 제11호 태풍 야기(YAGI)에 뒤이은 2024년 제18호 태풍 끄라톤(KRATHON)의 남중국해 10분 평균 풍속 4번째 Violent(맹렬) 등급 달성은 2024년 12월 24일에 발표된 일본 기상청의 2024년 제18호 태풍 끄라톤(KRATHON)의 사후해석에서 최종적으로 확정되었다.
- 2024년 태풍 시즌은 일본 기상청 기준 남중국해 10분 평균 풍속 Violent(맹렬) 등급을 달성한 태풍이 2024년 제11호 태풍 야기(YAGI)와 2024년 제18호 태풍 끄라톤(KRATHON) 2개가 나와서 한 해에 일본 기상청 기준 남중국해 10분 평균 풍속 Violent(맹렬) 등급을 달성하는 태풍이 2개가 나온 것은 최초다.
- 2024년 제21호 태풍 콩레이부터 제25호 태풍 우사기 제27호 태풍 오후의 발견까지 열대폭풍 이상의 세력을 달성했다. 또한 11월에 활동한 태풍 모두 열대폭풍 이상의 세력을 달성했다. 일본 기상청 사후해석으로 모두 확정되었다.
- 2024년 11월 활동한 태풍 5개 중 4개가 슈퍼태풍으로 발달했다.
- 2024년 제16호 태풍 시마론은 2008년 태풍 돌핀 이후 2번째로 온대저기압이 남하하는 과정에서 열대저기압으로 변질되어 태풍으로 발달한 매우 드문 사례가 되었다.
- 2024년 11월에는 제22호 태풍 인싱과 제23호 태풍 도라지, 제24호 태풍 마니, 제24호 태풍 마니가 동시에 활동하면서 11월 최초 태풍 3개 동시 활동이라는 기록이 있었다. 2024년 제22호 태풍 인싱과 제23호 태풍 도라지, 제24호 태풍 마니는 2025년 1월 28일에 일본 기상청의 사후해석이 완료되었다. 2024년 제25호 태풍 우사기는 2025년 1월 31일에 일본 기상청의 사후해석이 완료되면서 11월 최초 태풍 3개 동시 활동이라는 타이틀 또한 일본 기상청의 사후해석으로 최종 확정되었다.
- 2024년 태풍 파북은 1951년 통계를 시작한 이후 17번째로 성탄절에 활동한 태풍이다. 그리고 2025년 2월 27일에 발표된 일본 기상청의 2024년 제26호 태풍 파북(PABUK)의 사후해석에서 발생 선언 시각이 12월 22일 15시로 앞당겨졌고, 열대저압부로 약화된 시각이 12월 25일 3시로 앞당겨졌다. 그리고 최성기 세력이 중심기압 1002hPa, 최대풍속 18m/s로 하향되었다.
- 2025년 2월 19일, 유엔 태풍위원회의 회의에 따라 태풍 이름 8개가 제명되었다. 이는 태풍 시즌에서 가장 많이 제명된 해이며 두번째로 한꺼번에 가장 많이 제명되었다.

## 활동한 태풍

### 제1호 태풍 에위니아 (제명)
2024년 제1호 태풍 에니아(EWINIAR)는 5월 2일 21시에 중심기압 1002hPa, 최대풍속 1m/s, 강풍 반경 55km의 열대폭풍으로 필리핀 마닐라 남동쪽 약 195km 부근 해상에서 발생하였다.(일본 기상청 사후해석 반영) 발생 이후 북동진하면서급발달하였고, 5월 27일 9시에 필리핀 마라 북쪽 약 25km 부근 해상에서 중심기압 90hPa, 최대풍속 9m/s의 '강한' 태풍으로 최성기를 맞이하였다. 최성기 이후 계속 북동진하면서 건조 공기와 강한 연직시어로 인해 서서히 약화 및 온대저기압화가 진행되었다. 5월 31일 3시에 일본 도쿄 남남서쪽 약 470km 부근 해상에서 중심기압 8hPa의 온대저기압으로 변질되었다고 발표하였다.(한국 기상청 기준으로는 중심기압 99Pa의 온대저기압으로 변질되었다고 발표하였다.)
2024년 8월 30일에 발표된 일본 기상청의 2024년 제1호 태풍 에위니아(EWINIAR)의 사후해석에서 발생 선언 시각이 5월 25일 21시로 앞당겨지고, 5월 27일 9시에 JMA 기준 중심기압 970hPa, 최대풍속 39m/s의 세력으로 최성기 세력이 상향되었다.
2025년 2월 19일 10시 ~ 10시 30분(필리핀 현지 시각 기준), 시차 고려하면 한국 시간으로 11시 ~ 11시 30분에 필리핀 마닐라 파사이시에서 진행된 제57차 유엔 아시아 태평양 경제사회이사회 세계기상기구 태풍위원회 정기회의에서 필리핀의 요청에 따라 제명이 이루어지게 되었다. 에위니아는 미크로네시아에서 제출한 이름으로 폭풍의 신을 의미한다.

### 제2호 태풍 말릭시
2024년 제2호 태풍 말릭시(MALIKSI)는 5월 31일 9시에 중심기압 998hPa, 최대풍속 18m/s, 강풍 반경 220km(남동쪽 반경)의 열대폭풍으로 중국 하이커우시 서남서쪽 약 245km 부근 해상(남중국해)에서 발생하였다.(일본 기상청 사후해석 반영) 발생 이후 추가 발달 없이 북~북북동진하였고, 낮은 열용량으로 인해 급격히 약화되어 5월 31일 21시에 중국 마오밍시 남동쪽 약 65km 부근 해상에서 중심기압 1000hPa의 열대저압부로 약화되었다고 발표하였다.(일본 기상청 사후해석 반영) 
2024년 9월 5일에 발표된 일본 기상청의 2024년 제2호 태풍 말릭시(MALIKSI)의 사후해석에서 발생 선언 시각이 5월 31일 9시로 앞당겨지고, 열대저압부로 약화된 시각이 5월 31일 21시로 앞당겨졌다. 말릭시는 필리핀에서 제출한 이름으로 빠름을 의미한다.

### 제3호 태풍 개미
2024년 제3호 태풍 개미(GAEMI)는 7월 20일 9시에 중심기압 1002hPa, 최대풍속 18m/s, 강풍 반경 330km의 열대폭풍으로 필리핀 마닐라 북동동쪽 약 815km 부근 해상에서 발생하였다.(일본 기상청 사후해석 반영) 발생 이후 북서~서북서진하면서 발달해서 7월 24일 12시에 대만 타이베이시 남동쪽 약 185km 부근 해상에서 중심기압 935hPa, 최대풍속 46m/s의 '매우 강한' 태풍으로 최성기를 맞이하였다. 최성기 이후 대만 산맥의 영향으로 인해 1바퀴 회전한 뒤에 일본 기상청 기준으로 7월 25일 1시에 중심기압 955hPa, 최대풍속 41m/s의 세력으로 대만 이란현 난아오 향에 상륙하였다. 대만 상륙 이후 북서~서북서진한 뒤, 일본 기상청 기준으로 7월 25일 15시에 중심기압 975hPa, 최대풍속 31m/s의 세력으로 중국 푸젠 성 푸저우 시에 상륙하였다. 중국 상륙 이후에는 육상마찰로 약화되어서  7월 27일 3시에 중국 후베이 성 우한시 남동쪽 약 320km 부근 육상(중국 장시 성 이춘시)에서 중심기압 992hPa의 열대저압부로 약화되었다고 발표하였다. (일본 기상청 사후해석 반영) 한국 기상청 기준으로는 7월 27일 15시에 중국 상하이시 서남서쪽 약 560km 부근 육상에서 중심기압 996hPa의 열대저압부로 약화되었다고 발표하였다.
2024년 10월 21일에 발표된 일본 기상청의 2024년 제3호 태풍 개미(GAEMI)의 사후해석에서 발생 선언 시각이 7월 20일 9시로 앞당겨지고, 7월 24일 15시에 JMA 기준 중심기압 935hPa, 최대풍속 46m/s의 세력으로 최성기 세력이 상향되었다. 그리고 열대저기압으로 약화된 시각이 7월 27일 3시로 앞당겨졌다. 개미는 대한민국에서 제출한 이름으로 개미를 의미한다.

### 제4호 태풍 프라피룬
2024년 제4호 태풍 프라피룬(PRAPIROON)은 7월 21일 9시에 중심기압 998hPa, 최대풍속 18m/s, 강풍 반경 165km의 열대폭풍으로 베트남 호찌민 시 북동쪽 약 765km 부근 해상(남중국해)에서 발생하였다. (일본 기상청 사후해석 반영) 발생 이후 북북서진하면서 중국 하이난섬을 관통하고나서 통킹만에 진출한 뒤 북서~서북서진하면서 통킹만의 높은 수온으로 인해 급발달하였고, 7월 22일 21시에 베트남 하노이 동남동쪽 약 260km 부근 해상(통킹만)에서 중심기압 985hPa, 최대풍속 28m/s의 강한 열대폭풍으로 최성기를 맞이하였다. 최성기 이후에는 7월 23일 9시에 베트남 꽝닌성에 상륙하면서 중심기압 992hPa, 최대풍속 23m/s로 약화되었다. 베트남 상륙 이후 육상마찰로 인해 급약화되어서 7월 23일 21시에 베트남 하노이 동북동쪽 약 150km 부근 육상에서 중심기압 994hPa의 열대저압부로 약화되었다고 발표하였다. 한국 기상청 기준으로는 중심기압 998hPa의 열대저압부로 약화되었다고 발표하였다. 
2024년 10월 25일에 발표된 일본 기상청의 2024년 제4호 태풍 프라피룬(PRAPIROON)의 사후해석에서 발생 시각이 7월 21일 9시로 앞당겨지고, 7월 22일 15시에 JMA 기준 중심기압 985hPa, 최대풍속 28m/s의 세력으로 최성기 세력이 하향되었다. 프라피룬은 태국에서 제출한 이름으로 비의 신을 의미한다.

### 제5호 태풍 마리아
2024년 제5호 태풍 마리아(MARIA)는 8월 8일 3시에 중심기압 996hPa, 최대풍속 18m/s, 강풍 반경 220km(남동쪽 반경)의 열대폭풍으로 일본 도쿄 남남동쪽 약 1,140km 부근 해상에서 발생하였다.(일본 기상청 태풍정보 속보치 기준) 발생 이후 북북동~북북서진하면서 발달하였고, 8월 9일 3시에 일본 도쿄 남동쪽 약 840km 부근 해상에서 중심기압 980hPa, 최대풍속 28m/s의 '강한 열대폭풍'으로 최성기를 맞이하였다. 최성기 이후 북북서진하면서 다시 약화되었고, 8월 12일 9시에 중심기압 990hPa, 최대풍속 26m/s의 세력으로 일본 이와테현 리쿠젠타카타시에 상륙하였다. 일본 도호쿠 지방에 상륙한 이후 산맥의 영향으로 인해 급약화되었고, 8월 13일 3시에 일본 센다이시 북북서쪽 약 340km 부근 해상(동해)에서 중심기압 1002hPa의 열대저압부로 약화되었다고 발표하였다.  마리아는 미국에서 제출한 이름으로 여자 이름 마리아를 의미한다.

### 제6호 태풍 손띤
2024년 제6호 태풍 손띤(SON-TINH)은 8월 11일 9시에 중심기압 996hPa, 최대풍속 18m/s, 강풍 반경 330km(동쪽 반경)의 열대폭풍으로 일본 도쿄 동남쪽 약 1,715km 부근 해상에서 발생하였다.(일본 기상청 태풍정보 속보치 기준) 발생 이후 추가 발달 없이 북서진하며 이동하였고, 낮은 수온에도 불구하고 미미하게 발달하여 8월 11일 21시에 일본 도쿄 남남동쪽 약 480km 부근 해상에서 중심기압 994hPa, 최대풍속 21m/s의 열대폭풍으로 최성기를 맞이하였다. 최성기 이후 낮은 수온과 온대저기압화가 진행되면서 8월 13일 21시에 일본 센다이시 동남동쪽 약 480km 부근 해상에서 중심기압 1004hPa의 열대저압부로 약화되었다고 발표하였다.
2024년 11월 15일에 발표된 일본 기상청의 2024년 제6호 태풍 손띤(SON-TINH)의 사후해석에서 발생 선언 시각이 8월 11일 9시로 앞당겨지고, 8월 11일 21시에 JMA 기준 중심기압 994hPa, 최대풍속 21m/s로 최성기 세력이 상향되었다. 손띤은 베트남에서 제출한 이름으로 신화 속의 산신 이름이다.

### 제7호 태풍 암필
2024년 제7호 태풍 암필(AMPIL)은 8월 13일 3시에 중심기압 998hPa, 최대풍속 18m/s, 강풍 반경 220km(동쪽 반경)의 열대폭풍으로 일본 오키나와현 동남동쪽 약 940km 부근 해상에서 발생하였다.(일본 기상청 태풍정보 속보치 기준) 발생 이후 북동~북진하면서 일본 남쪽 해상의 높은 수온과 열용량으로 인해 발달해서 8월 15일 21시에 일본 도쿄 남남동쪽 약 480km 부근 해상에서 중심기압 950hPa, 최대풍속 44m/s의 '매우 강한' 태풍으로 최성기를 맞이하였다. 최성기 이후 북~동북동진하면서 건조 공기와 강한 연직시어로 인해 서서히 약화 및 온대저기압화가 진행되었다. 한국 기상청 기준으로는 8월 19일 3시에 일본 삿포로시 동쪽 약 1,550km 부근 해상에서 중심기압 985hPa의 온대저기압으로 변질되었다고 발표하였다. 일본 기상청 기준으로는 8월 19일 9시에 일본 삿포로시 북동쪽 약 1,663km 부근 해상에서 중심기압 976hPa의 온대저기압으로 변질되었다고 발표하였다. 암필은 캄보디아에서 제출한 이름으로 타마린드(콩과의 상록 교목)를 의미한다.

### 제8호 태풍 우쿵
2024년 제8호 태풍 우쿵(WUKONG)은 8월 13일 9시에 중심기압 1002hPa, 최대풍속 18m/s, 강풍 반경 220km(남동쪽 반경)의 열대폭풍으로 일본 도쿄 남동쪽 약 1,520km 부근 해상에서 발생하였다.(일본 기상청 사후해석 반영) 발생 이후 사실상 추가 발달 없이 북북서진하면서 이동하였고, 8월 14일 21시에 일본 도쿄 남동쪽 약 860km 부근 해상에서 중심기압 1006hPa의 열대저기압으로 약화되었다고 발표하였다. (일본 기상청 사후해석 반영) 한국 기상청 기준으로는 8월 15일 15시에 1006hPa의 열대저기압으로 약화되었다고 발표하였다.
2024년 11월 26일에 발표된 일본 기상청의 2024년 제8호 태풍 우쿵(WUKONG)의 사후해석에서 열대저압부로 약화된 시각이 8월 14일 21시로 앞당겨졌다. 우쿵은 중국에서 제출한 이름으로 손오공을 의미한다.

### 제9호 태풍 종다리
2024년 제9호 태풍 종다리(JONGDARI)는 8월 18일 21시에 중심기압 998hPa, 최대풍속 18m/s, 강풍 반경 280km(남동쪽 반경)의 열대폭풍으로 일본 오키나와 남서쪽 약 260km 부근 해상에서 발생하였다.(일본 기상청 태풍정보 속보치 기준) 발생 이후 북진하면서 미미하게 발달하였고, 8월 19일 15시에 중심기압 996hPa, 최대풍속 21m/s의 열대폭풍으로 일본 오키나와 서쪽 약 170km 부근 해상에서 최성기를 맞이하였다. 최성기 이후 북진하면서 한라산의 지형과 강한 연직 시어로 인해 급격히 약화된 종다리는 8월 21일 9시에 대한민국 경기도 강화도 서쪽 약 23km 부근 해상 (대한민국-북한 해상경계선)에서 중심기압 1006hPa의 열대저기압으로 약화되었다. (일본 기상청 사후해석 반영) 한국 기상청에서는 중심기압 1002hPa의 열대저압부로 약화되었다고 해석하였다.
2024년 12월 3일에 발표된 일본 기상청의 2024년 제9호 태풍 종다리(JONGDARI)의 사후해석에서 발생 선언 시각이 8월 18일 21시로 앞당겨지고, 8월 19일 15시에 JMA 기준 중심기압 996hPa, 최대풍속 21m/s로 최성기 세력이 상향되었다. 그리고 열대저압부로 약화된 시각이 8월 21일 9시로 늦춰졌다. 종다리는 북한에서 제출한 이름으로 종다리를 의미한다.

### 제10호 태풍 산산
2024년 제10호 태풍 산산(SHANSHAN)은 8월 22일 3시에 중심기압 1002hPa, 최대풍속 18m/s, 강풍 반경 220km(동쪽 반경)의 열대폭풍으로 미국 괌 북북서쪽 약 480km 부근 해상에서 발생하였다.(일본 기상청 태풍정보 속보치 기준) 발생 이후 서북서~북북서진하면서 일본 남쪽 해상의 높은 수온과 열용량으로 인해 발달해서 8월 28일 0시에 일본 가고시마 남쪽 약 290km 부근 해상에서 중심기압 935hPa, 최대풍속 49m/s의 '매우 강한' 태풍으로 최성기를 맞이하였다. 최성기 이후 북북서~북북동진하면서 일본 큐슈의 야쿠시마섬 등 지형 영향으로 인해 약화가 진행되면서 8월 29일 9시에 일본 기상청 기준 중심기압 955hPa, 최대풍속 41m/s의 세력으로 일본 가고시마 사쓰마센다이시 부근에 상륙하였다. 일본 상륙 이후 주부 지방의 지형과 건조 공기 유입의 영향으로 인해 약화되면서 8월 30일 21시에 일본 오사카 남서쪽 약 130km 부근 해상에서 중심기압 996hPa의 열대저기압으로 약화되었다고 해석하였다. (일본 기상청 사후해석 반영) 한국 기상청 기준으로는 8월 31일 9시에 중심기압 1006hPa의 열대저기압으로 약화되었다고 해석하였다. 태풍 산산으로 인해 2024년 8월 29일 0시 53분에 일본 가고시마 마쿠라자키시에서 순간최대풍속 51.5m/s가 기록되었다.
2024년 12월 3일에 발표된 일본 기상청의 2024년 제10호 태풍 산산(SHANSHAN)의 사후해석에서 열대저압부로 약화된 시각이 8월 30일 21시로 앞당겨졌다. 산산은 홍콩에서 제출한 이름으로 소녀의 애칭이다.

### 제11호 태풍 야기 (제명)
2024년 제11호 태풍 야기(YAGI)는 9월 1일 21시에 중심기압 998hPa, 최대풍속 18m/s, 강풍 반경 220km(동쪽 반경)의 열대폭풍으로 필리핀 마닐라 동쪽 약 340km 부근 해상에서 발생하였다.(일본 기상청 태풍정보 속보치 기준) 발생 직후 일본 기상청 기준 중심기압 994hPa, 최대풍속 21m/s의 세력으로 필리핀 루손 섬에 상륙한 뒤, 9월 3일 9시에 중심기압 998hPa, 최대풍속 21m/s의 세력으로 남중국해에 진출했다. 남중국해 진출 이후 서~서북서진하면서 남중국해의 높은 수온과 열용량으로 인해 급발달하였고, 9월 5일 9시에 중국 홍콩 남남동쪽 약 400km 부근 해상(남중국해)에서 일본 기상청 기준으로 중심기압 915hPa, 최대풍속 54m/s의 '맹렬한' 태풍으로 최성기를 맞이하였다. 남중국해에서 일본 기상청 기준으로 최성기 세력을 유지하다가 9월 6일 15시에 중국 하이난성에 접근하면서 일본 기상청 기준 중심기압 925hPa, 최대풍속 51m/s로 다소 약화되었다. 그리고 9월 6일 16시 30분에 일본 기상청 기준 중심기압 925hPa, 최대풍속 51m/s의 세력으로 중국 하이난성 원창시에 상륙했다. 중국 하이난성 상륙 이후에는 통킹만의 높은 수온과 열용량으로 인해 재발달하였고 9월 7일 18시에는 일본 기상청 기준 중심기압 935hPa, 최대풍속 46m/s의 세력으로 베트남 하이퐁시에 상륙했다. 베트남 상륙 이후 육상마찰로 인해 약화되어서 9월 8일 15시에 베트남 하노이 서쪽 약 160km 부근 육상에서 중심기압 998hPa의 열대저기압으로 약화되었다고 발표하였다.
2024년 제11호 태풍 야기(YAGI)의 남중국해 10분 평균 풍속 3번째 Violent(맹렬) 등급 달성은 2024년 12월 3일에 발표된 일본 기상청의 2024년 제11호 태풍 야기(YAGI)의 사후해석에서 최종적으로 확정되었다.
2025년 2월 19일 10시 ~ 10시 30분(필리핀 현지 시각 기준), 시차 고려하면 한국 시간으로 11시 ~ 11시 30분에 필리핀 마닐라 파사이시에서 진행된 제57차 유엔 태풍위원회 정기회의에서 필리핀과 중국에서의 요청에 따라 제명이 이루어지게 되었다. 2023년 태풍 독수리에 이어 여러 국가가 제명 신청한 두 번째 사례이다. 야기는 일본에서 제출한 이름으로 별자리 중 염소자리를 의미한다.

### 제12호 태풍 리피
2024년 제12호 태풍 리피(LEEPI)는 9월 5일 9시에 중심기압 1002hPa, 최대풍속 18m/s, 강풍 반경 110km의 열대폭풍으로 일본 도쿄 남동쪽 약 685km 부근 해상에서 발생하였다.(일본 기상청 사후해석 반영) 발생 이후 추가 발달 없이 북~북동진하면서 온대저기압화가 진행되었고, 9월 6일 21시에 일본 도쿄 북동북쪽 약 1,035km 부근 해상에서 중심기압 1006hPa의 열대저압부으로 변질되었다고 해석하였다. (일본 기상청 사후해석 반영) 한국 기상청 기준으로는 9월 7일 3시에 일본 센다이시 동쪽 약 1,070km 부근 해상에서 중심기압 1004hPa의 온대저기압으로 변질되었다고 해석하였다.
2024년 12월 4일에 발표된 일본 기상청의 2024년 제12호 태풍 리피(LEEPI)의 사후해석에서 발생 선언 시각이 9월 5일 9시로 앞당겨졌다. 그리고 열대저압부로 약화된 시각이 9월 6일 21시로 앞당겨졌다. 리피는 라오스에서 제출한 이름으로 폭포 이름이다.

### 제13호 태풍 버빙카
2024년 제13호 태풍 버빙카(BEBINCA)는 9월 10일 21시에 중심기압 998hPa, 최대풍속 18m/s, 강풍 반경 220km의 열대폭풍으로 미국 괌 남남동쪽 약 160km 부근 해상에서 발생하였다.(일본 기상청 태풍정보 속보치 기준) 발생 이후 북서~서북서진하면서 강한 연직시어로 인해 더디게 발달하다가 동중국해에 진출한 뒤에는 동중국해의 높은 수온과 열용량으로 인해 급발달해서 9월 15일 9시에 일본 오키나와현 북북서쪽 약 360km 부근 해상(동중국해)에서 일본 기상청 기준으로 중심기압 965hPa, 최대풍속 39m/s의 '강한' 태풍으로 최성기를 맞이하였다. 최성기 이후 서북서진해서 9월 16일 9시에 일본 기상청 기준 중심기압 975hPa, 최대풍속 33m/s의 세력으로 중국 상하이시에 상륙하였다. 중국 상륙 이후 육상마찰로 인해 급약화되어서 9월 17일 9시에 중국 상하이시 서북서쪽 약 420km 부근 육상에서 일본 기상청 기준 중심기압 1004hPa의 열대저기압으로 약화되었다고 해석하였다. 한국 기상청에서는 태풍 버빙카가 중심기압 1002hPa의 열대저압부로 약화되었다고 해석하였다. 버빙카는 마카오에서 제출한 이름으로 우유 푸딩을 의미한다.

### 제14호 태풍 풀라산
2024년 제14호 태풍 풀라산(PULASAN)은 9월 15일 21시에 중심기압 1002hPa, 최대풍속 18m/s, 강풍 반경 800km(동쪽 반경)의 열대폭풍으로 미국 괌 서남서쪽 약 100km 부근 해상에서 발생하였다.(일본 기상청 태풍정보 속보치 기준) 발생 이후 북서~북북서진하면서 강한 연직시어와 몬순저기압이라는 특성으로 인해 더디게 발달해서 9월 17일 15시에 미국 괌 북서쪽 약 1,080km 부근 해상에서 일본 기상청 기준으로 중심기압 992hPa, 최대풍속 23m/s의 열대폭풍으로 최성기를 맞이하였다. 최성기 이후 계속 북서진하며 일본 오키나와현를 통과하면서 약화된 뒤 9월 20일 0시에 일본 기상청 기준 중심기압 998hPa, 최대풍속 18m/s의 세력으로 중국 상하이시에 상륙하였다. 중국 상륙 뒤 북동진으로 전향해서 서해상으로 진출하였고, 9월 21일 3시에 서해상의 높은 수온으로 인해 일본 기상청 기준 중심기압 996hPa, 최대풍속 21m/s로 다시 발달한 뒤 일본 기상청 기준으로는 9월 21일 15시에 대한민국 전라남도 신안군 흑산면 가거도리 남서쪽 약 12km 부근 해상에서 중심기압 994hPa의 온대저기압으로 변질되었다고 해석하였다. 한국 기상청 기준으로는 9월 21일 15시에 대한민국 전라남도 진도군 서쪽 약 30km 부근 해상에서 중심기압 998hPa의 온대저기압으로 변질되었다고 해석하였다. 풀라산은 말레이시아에서 제출한 이름으로 열대과일의 한 종류이다.

### 제15호 태풍 솔릭
2024년 제15호 태풍 솔릭(SOULIK)은 9월 19일 3시에 중심기압 992hPa, 최대풍속 18m/s, 강풍 반경 110km의 열대폭풍으로 중국 하이난 성 남쪽 약 100km 부근 해상(남중국해)에서 발생하였다. (일본 기상청 사후해석 반영) 발생 이후 추가 발달 없이 서진하면서 베트남에 상륙한 뒤 바로 약화되었고, 9월 19일 21시에 베트남 다낭 북서쪽 약 150km 부근 육상에서 중심기압 996hPa의 열대저압부로 약화되었다. (일본 기상청 사후해석 반영) 
2024년 12월 24일에 발표된 일본 기상청의 2024년 제15호 태풍 솔릭(SOULIK)의 사후해석에서 발생 선언 시각이 9월 19일 3시로 앞당겨지고, 열대저압부로 약화된 시각이 9월 19일 21시로 앞당겨졌다. 솔릭은 미크로네시아에서 제출한 이름으로 전설 속의 족장을 의미한다.

### 제16호 태풍 시마론
2024년 제16호 태풍 시마론(CIMARON)은 9월 24일 15시에 중심기압 1000hPa, 최대풍속 18m/s, 강풍 반경 165km의 열대폭풍으로 일본 후쿠오카 시 남동쪽 약 835km 부근 해상에서 발생하였다.(일본 기상청 태풍정보 속보치 기준) 발생 이후 추가 발달 없이 서~서남서진하면서 강한 연직시어로 인해 약화되었고, 9월 26일 15시에 일본 고베 시 남서쪽 약 800km 부근 해상에서 중심기압 1004hPa의 열대저압부로 약화되었다. 한국 기상청에서는 태풍 시마론이 중심기압 1002hPa의 열대저압부로 약화되었다고 해석하였다.
2024년 12월 24일에 발표된 일본 기상청의 2024년 제16호 태풍 시마론(CIMARON)의 사후해석에서 발생 선언 시각이 9월 24일 15시로 늦춰졌다. 그리고 일본 기상청의 사후해석과 2024년 9월 재분석 일기도에서 확인해본 결과 2024년 9월 22일 가을 장마전선에서부터 시작되어 온대저기압이 남하하는 과정에서 열대저기압으로 변질된 것이 확정되었다. 시마론은 필리핀에서 제출한 이름으로 야생 황소를 의미한다.

### 제17호 태풍 제비 (제명)
2024년 제17호 태풍 제비(JEBI)는 9월 27일 9시에 중심기압 1002hPa, 최대풍속 18m/s, 강풍 반경 330km(북동쪽 반경)의 열대폭풍으로 미국 괌 북동북쪽 약 500km 부근 해상에서 발생하였다.(일본 기상청 사후해석 반영) 발생 이후 북북서~북진하며 발달하였고, 10월 1일 9시에 일본 도쿄 남남동쪽 약 380km 부근 해상에서 중심기압 985hPa, 최대풍속 31m/s의 '강한 열대폭풍'으로 최성기를 맞이함과 동시에 바로 북동진으로 전향하였다. 빠른 속도로 북동~북북동진하면서 온대저기압화가 진행되었고, 한국 기상청 기준으로는 10월 2일 15시에 일본 삿포로시 동북동쪽 약 930km 부근 해상에서 중심기압 990hPa의 온대저기압으로 변질되었다고 해석하였다. 일본 기상청 기준으로는 10월 2일 21시에 일본 삿포로시 북동쪽 약 1,372km 부근 해상에서 중심기압 994hPa의 온대저기압으로 변질되었다고 해석하였다.
2024년 12월 24일에 발표된 일본 기상청의 2024년 제17호 태풍 제비(JEBI)의 사후해석에서 발생 선언 시각이 9월 27일 9시로 앞당겨졌다.
2025년 2월 19일 10시 ~ 10시 30분(필리핀 현지 시각 기준), 시차 고려하면 한국 시간으로 11시 ~ 11시 30분에 필리핀 마닐라 파사이시에서 진행된 제57차 유엔 아시아 태평양 경제사회이사회 세계기상기구 태풍위원회 정기회의에서 크로아티아어로 제비의 영문명칭인 Jebi가 비속어에 해당하여 영국에서의 요청에 따라 제명이 이루어지게 되었다. 제비는 대한민국에서 제출한 이름으로 제비를 의미한다.

### 제18호 태풍 끄라톤 (제명)
2024년 제18호 태풍 끄라톤(KRATHON)은 9월 28일 9시에 중심기압 1000hPa, 최대풍속 18m/s, 강풍 반경 390km의 열대폭풍으로 필리핀 마닐라 북동쪽 약 630km 부근 해상에서 발생하였다.(일본 기상청 태풍정보 속보치 기준) 발생 이후 거의 정체 및 서북서진하면서 루손 해협 및 남중국해의 높은 수온과 열용량으로 인해 급발달하였고, 10월 1일 9시에 대만 타이베이시 남남서쪽 약 520km 부근 해상(남중국해)에서 일본 기상청 기준으로 중심기압 915hPa, 최대풍속 54m/s의 '맹렬한' 태풍으로 최성기를 맞이하였다. 최성기 이후 거의 정체 및 북동진하면서 대만의 산맥 영향과 건조 공기로 인해 어느 정도 약화된 상태로 10월 3일 15시에 일본 기상청 기준 중심기압 985hPa, 최대풍속 31m/s의 세력으로 대만 가오슝시에 상륙하였다. 대만 상륙 이후 대만의 산맥 영향으로 급약화되어서, 한국 기상청 기준으로는 10월 3일 21시에 대만 타이베이시 서남서쪽 약 270km 부근 육상에서 중심기압 1004hPa의 열대저기압으로 약화되었다고 해석하였다.
2024년 제18호 태풍 끄라톤(KRATHON)의 남중국해 10분 평균 풍속 4번째 Violent(맹렬) 등급 달성은 2024년 12월 24일에 발표된 일본 기상청의 2024년 제18호 태풍 끄라톤(KRATHON)의 사후해석에서 최종적으로 확정되었다. 그리고 열대저압부로 약화된 시각이 10월 3일 21시로 앞당겨졌다.
2025년 2월 19일 10시 ~ 10시 30분(필리핀 현지 시각 기준), 시차 고려하면 한국 시간으로 11시 ~ 11시 30분에 필리핀 마닐라 파사이시에서 진행된 제57차 유엔 아시아 태평양 경제사회이사회 세계기상기구 태풍위원회 정기회의에서 필리핀에서의 요청에 따라 제명이 이루어지게 되었다. 끄라톤은 태국에서 제출한 이름으로 열대과일의 한 종류이다.

### 제19호 태풍 바리자트
2024년 제19호 태풍 바리자트(BARIJAT)는 10월 9일 15시에 중심기압 998hPa, 최대풍속 18m/s, 강풍 반경 390km(동쪽 반경)의 열대폭풍으로 일본 도쿄 남동쪽 약 1,280km 부근 해상에서 발생하였다. (일본 기상청 태풍정보 속보치 기준) 발생 이후 북~북북동진하며 온대저기압화 진행 도중에 발달해서 10월 11일 3시에 일본 삿포로시 동남동쪽 약 1,150km 부근 해상에서 중심기압 990hPa, 최대풍속 23m/s의 '열대폭풍'으로 최성기를 맞이하였고, 최성기 직후 곧바로 온대저기압으로 변질되어서 10월 11일 9시에 일본 삿포로시 동쪽 약 1,070km 부근 해상에서 중심기압 982hPa의 온대저기압으로 변질되었다. 한국 기상청에서는 태풍 바리자트가 중심기압 985hPa의 온대저기압으로 변질되었다고 해석하였다. 바리자트는 미국에서 제출한 이름으로 마셜 제도 원주민어로 해안 지역을 의미한다.

### 제20호 태풍 짜미 (제명)
2024년 제20호 태풍 짜미(TRAMI)는 10월 22일 3시에 중심기압 994hPa, 최대풍속 18m/s, 강풍 반경 560km의 열대폭풍으로 필리핀 마닐라 동쪽 약 790km 부근 해상에서 발생하였다.(일본 기상청 태풍정보 속보치 기준) 발생 이후 10월 24일 3시에 일본 기상청 기준 중심기압 985hPa, 최대풍속 26m/s의 세력으로 필리핀 루손 섬에 상륙한 뒤, 10월 24일 15시에 중심기압 985hPa, 최대풍속 26m/s의 세력으로 남중국해에 진출했다. 남중국해 진출 이후 서~서북서진하면서 발달하였고, 10월 26일 15시에 베트남 다낭 동북동쪽 약 380km 부근 해상(남중국해)에서 일본 기상청 기준으로 중심기압 970hPa, 최대풍속 31m/s의 강한 열대폭풍으로 최성기를 맞이하였다. 최성기 이후 서~서남서진하며 서서히 약화되었고, 10월 27일 12시에 일본 기상청 기준 중심기압 990hPa, 최대풍속 23m/s의 세력으로 베트남 투안티엔후에에 상륙하였다. 베트남 상륙 이후 육상마찰로 급약화되어서, 한국 기상청 기준으로는 10월 28일 3시에 베트남 다낭 남남서쪽 약 60km 부근 육상에서 중심기압 1000hPa의 열대저기압으로 약화되었다고 해석하였다. 일본 기상청 기준으로는 다시 남중국해로 진출해서 10월 28일 9시에 베트남 다낭 북서쪽 약 107km 부근 해상(남중국해)에서 중심기압 1004hPa의 열대저기압으로 약화되었다고 해석하였다.
2025년 2월 19일 10시 ~ 10시 30분(필리핀 현지 시각 기준), 시차 고려하면 한국 시간으로 11시 ~ 11시 30분에 필리핀 마닐라 파사이시에서 진행된 제57차 유엔 아시아 태평양 경제사회이사회 세계기상기구 태풍위원회 정기회의에서 필리핀에서의 요청에 따라 제명이 이루어지게 되었다. 짜미는 베트남에서 제출한 이름으로 장미과에 속하는 나무를 의미한다.

### 제21호 태풍 콩레이 (제명)
2024년 제21호 태풍 콩레이(KONG-REY)는 10월 25일 3시에 중심기압 998hPa, 최대풍속 18m/s, 강풍 반경 650km의 열대폭풍으로 미국 괌 동쪽 약 85km 부근 해상에서 발생하였다.(일본 기상청 태풍정보 속보치 기준) 발생 이후 서북서~북서진하면서 높은 수온과 열용량으로 인해 급발달하였고, 10월 30일 9시에 대만 타이베이시 남남동쪽 약 750km 부근 해상에서 일본 기상청 기준으로 중심기압 925hPa, 최대풍속 51m/s의 '매우 강한' 태풍으로 최성기를 맞이하였다. 최성기 이후에는 10월 31일 15시에 일본 기상청 기준 중심기압 955hPa, 최대풍속 44m/s의 세력으로 대만 화롄시 푸리 향에 상륙하였다. 대만을 관통한 이후 대만의 지형 영향과 육상 마찰로 인해 급약화 및 온대저기압화가 진행되어서,  11월 1일 21시에 중국 상하이시 동남동쪽 약 190km 부근 해상에서 중심기압 998hPa의 온대저기압으로 변질되었다. 한국 기상청에서는 태풍 콩레이가 중심기압 1000hPa의 온대저기압으로 변질되었다고 해석하였다.
2025년 1월 28일에 발표된 일본 기상청의 2024년 제21호 태풍 콩레이(KONG-REY)의 사후해석에서 발생 선언 시각이 10월 25일 3시로 앞당겨졌다. 
2025년 2월 19일 10시 ~ 10시 30분(필리핀 현지 시각 기준), 시차 고려하면 한국 시간으로 11시 ~ 11시 30분에 필리핀 마닐라 파사이시에서 진행된 제57차 유엔 아시아 태평양 경제사회이사회 세계기상기구 태풍위원회 정기회의에서 필리핀에서의 요청에 따라 제명이 이루어지게 되었다. 콩레이는 캄보디아에서 제출한 이름으로 전설에 등장하는 소녀의 이름를 의미한다.

### 제22호 태풍 인싱
2024년 제22호 태풍 인싱(YINXING)은 11월 3일 21시에 중심기압 1002hPa, 최대풍속 18m/s, 강풍 반경 330km의 열대폭풍으로 팔라우 북동북쪽 약 420km 부근 해상에서 발생하였다.(일본 기상청 사후해석 반영) 발생 이후 서~서북서진하면서 높은 수온과 열용량으로 인해 급발달하였고, 11월 7일 15시에 필리핀 마닐라 북동북쪽 약 460km 부근 해상에서 일본 기상청 기준으로 중심기압 945hPa, 최대풍속 51m/s의 '매우 강한' 태풍으로 최성기를 맞이하였다. 그리고 11월 8일 0시에 최성기 세력으로 필리핀 루손 섬에 상륙한 뒤, 11월 8일 3시에는 일본 기상청 기준 중심기압 960hPa, 최대풍속 41m/s의 세력으로 남중국해에 진출하였다. 남중국해에 진출한 뒤에는 11월 9일 15시에 일본 기상청 기준 중심기압 965hPa, 최대풍속 44m/s의 '매우 강한' 세력으로 다시 발달하였다. 남중국해에서 재발달한 이후에는 남남서진하며 강한 연직시어와 건조 공기로 인해 급약화되었고, 11월 12일 15시에 베트남 다낭 남남동쪽 약 240km 부근 해상(남중국해)에서 중심기압 1004hPa의 열대저압부로 약화되었다. 한국 기상청에서는 태풍 인싱이 중심기압 1002hPa의 열대저압부로 약화되었다고 해석하였다.
2025년 1월 28일에 발표된 일본 기상청의 2024년 제22호 태풍 인싱(YINXING)의 사후해석에서 발생 선언 시각이 11월 3일 21시로 앞당겨졌고, 11월 7일 15시에 중심기압 945hPa, 10분 평균 풍속 51m/s의 세력으로 최성기 세력이 상향되었다. 인싱은 중국에서 제출한 이름으로 은행나무를 의미한다.

### 제23호 태풍 도라지 (제명)
2024년 제23호 태풍 도라지(TORAJI)는 11월 9일 15시에 중심기압 1004hPa, 최대풍속 18m/s, 강풍 반경 280km의 열대폭풍으로 팔라우 북북서쪽 약 840km 부근 해상에서 발생하였다.(일본 기상청 태풍정보 속보치 기준) 발생 이후 서~서북서진하면서 급발달하였고, 11월 11일 3시에 필리핀 마닐라 동북동쪽 약 270km 부근 해상에서 일본 기상청 기준으로 중심기압 980hPa, 최대풍속 36m/s의 '강한' 태풍으로 최성기를 맞이하였다. 그리고 11월 11일 12시에 일본 기상청 기준 중심기압 980hPa, 최대풍속 36m/s의 세력으로  필리핀 루손 섬에 상륙한 뒤, 11월 11일 21시에는 일본 기상청 기준 중심기압 990hPa, 최대풍속 31m/s의 세력으로 남중국해에 진출하였다. 남중국해 진출 이후 서북서~서남서진하면서 강한 연직시어로 인해 급약화되었고, 한국 기상청 기준으로는 11월 14일 15시에 중국 홍콩 남남서쪽 약 110km 부근 해상(남중국해)에서 중심기압 1002hPa의 열대저기압으로 약화되었다고 해석하였다. 일본 기상청 기준으로는 11월 15일 3시에 중국 홍콩 남서쪽 약 190km 부근 해상(남중국해)에서 중심기압 1004hPa의 열대저기압으로 약화되었다고 해석하였다.
2025년 1월 28일에 발표된 일본 기상청의 2024년 제23호 태풍 도라지(TORAJI)의 사후해석에서 최성기 세력이 중심기압 980hPa, 10분 평균 풍속 36m/s의 세력으로 중심기압이 상승하였다.
2025년 2월 19일 10시 ~ 10시 30분(필리핀 현지 시각 기준), 시차 고려하면 한국 시간으로 11시 ~ 11시 30분에 필리핀 마닐라 파사이시에서 진행된 제57차 유엔 아시아 태평양 경제사회이사회 세계기상기구 태풍위원회 정기회의에서 필리핀의 요청에 따라 제명이 이루어지게 되었다. 도라지는 북한에서 제출한 이름으로 국화목의 식물을 의미한다.

### 제24호 태풍 마니 (제명)
2024년 제24호 태풍 마니(MAN-YI)는 11월 9일 3시에 중심기압 1004hPa, 최대풍속 18m/s, 강풍 반경 280km(북동쪽 반경)의 열대폭풍으로 미크로네시아 연방 북동쪽 약 710km 부근 해상에서 발생하였다.(일본 기상청 사후해석 반영) 발생 이후 강한 연직시어로 인해 발달 정체기를 겪다가 필리핀 동쪽 해상에 도달해서야 급발달해서 11월 16일 9시에 필리핀 마닐라 동남동쪽 약 650km 부근 해상에서 일본 기상청 기준으로 중심기압 920hPa, 최대풍속 54m/s의 '맹렬한' 태풍으로 최성기를 맞이하였다. 최성기 이후에는 11월 16일 22시에 필리핀 루손섬 서쪽의 카탄두아네스 섬 북쪽에 일본 기상청 기준 중심기압 920hPa, 최대풍속 54m/s의 세력으로 스치듯 상륙하였다. 필리핀 카탄두아네스 섬 상륙 이후에는 11월 17일 16시에 일본 기상청 기준 중심기압 935hPa, 최대풍속 51m/s의 세력으로 필리핀 루손섬에 상륙하였다. 11월 18일 0시에는 일본 기상청 기준 중심기압 960hPa, 최대풍속 41m/s의 세력으로 약화된 상태로 남중국해에 진출했다. 남중국해 진출 이후에는 강한 연직시어와 건조 공기로 인해 급약화되어서 한국 기상청 기준으로는 11월 20일 3시에 베트남 다낭 동북동쪽 약 350km 부근 해상(남중국해)에서 중심기압 1004hPa의 열대저기압으로 약화되었다고 해석하였다. 일본 기상청 기준으로는 11월 20일 9시에 베트남 다낭 북동쪽 약 316km 부근 해상(남중국해)에서 중심기압 1012hPa의 열대저기압으로 약화되었다고 해석하였다.
2025년 1월 28일에 발표된 일본 기상청의 2024년 제24호 태풍 마니(MAN-YI)의 사후해석에서 발생 선언 시각이 11월 9일 3시로 앞당겨졌다.
2025년 2월 19일 10시 ~ 10시 30분(필리핀 현지 시각 기준), 시차 고려하면 한국 시간으로 11시 ~ 11시 30분에 필리핀 마닐라 파사이시에서 진행된 제57차 유엔 아시아 태평양 경제사회이사회 세계기상기구 태풍위원회 정기회의에서 필리핀에서의 요청에 따라 제명이 이루어지게 되었다. 마니는 홍콩에서 제출한 이름으로 해협의 이름을 의미한다.

### 제25호 태풍 우사기 (제명)
2024년 제25호 태풍 우사기(USAGI)는 12월 15일 3시에 중심기압 1002hPa, 최대풍속 18m/s, 강풍 반경 220km(북쪽 반경)의 열대폭풍으로 팔라우 북쪽 약 560km 부근 해상에서 발생하였다.(일본 기상청 태풍정보 속보치 기준)  발생 이후 서~서북서진하면서 높은 수온과 열용량으로 인해 급발달하였고, 12월 17일 9시에 필리핀 마닐라 북동쪽 약 370km 부근 해상에서 일본 기상청 기준으로 중심기압 940hPa, 최대풍속 49m/s의 '매우 강한' 태풍으로 최성기를 맞이하였다. 최성기 이후에는 12월 15일 15시에 필리핀 루손섬 상륙 임박한 상태에서 일본 기상청 기준 중심기압 960hPa, 최대풍속 41m/s의 세력으로 약화되었고, 12월 17일 18시에는 필리핀 루손섬 관통 뒤 일본 기상청 기준 중심기압 970hPa, 최대풍속 39m/s의 세력으로 약화된 상태로 루손 해협으로 진출하였다. 루손 해협 진출 이후에는 북북서~북동진하며 약화되었고, 12월 21일 12시에는 일본 기상청 기준 중심기압 1004hPa, 최대풍속 18m/s의 세력으로 대만 가오슝 부근 지역인 신피 향에 상륙하였다. 대만 상륙 이후 대만의 지형 영향으로 약화되어서, 12월 21일 15시에 대만 타이베이 남남서쪽 약 310km 부근 육상에서 중심기압 1006hPa의 열대저압부로 약화되었다. 한국 기상청에서는 태풍 우사기가 중심기압 1004hPa의 열대저압부로 약화되었다고 해석하였다.
2025년 2월 19일 10시 ~ 10시 30분(필리핀 현지 시각 기준), 시차 고려하면 한국 시간으로 11시 ~ 11시 30분에 필리핀 마닐라 파사이시에서 진행된 제57차 유엔 아시아 태평양 경제사회이사회 세계기상기구 태풍위원회 정기회의에서 필리핀에서의 요청에 따라 제명이 이루어지게 되었다. 우사기는 일본에서 제출한 이름으로 별자리 중 토끼자리를 의미한다.

### 제26호 태풍 파북
2024년 제26호 태풍 파북(PABUK)은 12월 22일 15시에 중심기압 1002hPa, 최대풍속 18m/s, 강풍 반경 440km(북쪽 반경)의 열대폭풍으로 브루나이 반다르스리브가완 북서북쪽 약 520km 부근 해상(남중국해)에서 발생하였다.(일본 기상청 사후해석 반영) 발생 이후 거의 정체 및 서진하면서 발달하였고, 12월 24일 21시에 중심기압 1000hPa, 최대풍속 21m/s의 열대폭풍으로 베트남 호찌민 시 북동쪽 약 545km 부근 해상에서 최성기를 맞이하였다. 최성기 이후 세력을 유지하다가 급약화 되었고, 12월 25일 3시에 베트남 호찌민 시 남동쪽 약 620km 부근 해상에서 중심기압 1002hPa의 열대저기압으로 약화되었다. 
2025년 2월 27일에 발표된 일본 기상청의 2024년 제26호 태풍 파북(PABUK)의 사후해석에서 발생 선언 시각이 12월 22일 15시로 앞당겨졌고, 열대저압부로 약화된 시각이 12월 25일 3시로 앞당겨졌다. 그리고 최성기 세력이 중심기압 1002hPa, 최대풍속 18m/s로 하향되었다. 파북은 라오스에서 제출한 이름으로 민물고기의 한 종류를 의미한다. 

## 같이 보기
- 2024년 동태평양 허리케인
- 2024년 북인도양 사이클론
- 2024년 북대서양 허리케인
- 2024년 북서태평양 열대저압부
- 2024년 북인도양 저기압